# Numa Andoire
Numa André Andoire (* 19. März 1908 in Coursegoules, Département Alpes-Maritimes; † 2. Januar 1994) war ein französischer Fußballspieler und -trainer.

## Vereinskarriere
Der 175 Zentimeter große Abwehrspieler Andoire spielte von 1921 an für die Jugendmannschaft des FC Antibes. 1927 wechselte er zum benachbarten OGC Nizza und rückte dort in die erste Mannschaft auf. Nebenbei war er für das Militär tätig, spielte auch bei diesem Fußball und stand 1929 im Finale um die französische Militärmeisterschaft. Mit dem OGC Nizza gelang ihm 1932 die Qualifikation für die Division 1, die in diesem Jahr als landesweite oberste Spielklasse und Profiliga geschaffen wurde. Allerdings kehrte der als humorvoll bekannte Mann zur selben Zeit nach Antibes zurück, das sich ebenfalls für die neue erste Liga qualifiziert hatte, und erhielt dort einen unangefochtenen Platz in der ersten Elf. In der einzig in ihrem Eröffnungsjahr in zwei Gruppen ausgetragenen Liga wurde er mit der Mannschaft Gruppensieger, die aber aufgrund von Manipulationsvorwürfen gegen den Verein das Endspiel um die Meisterschaft nicht bestreiten durfte. 
Im selben Jahr kehrte er dem Klub den Rücken und wechselte zu Red Star Paris, das damals die ein Jahr nach der ersten Liga ins Leben gerufene Division 2 als zweithöchste Spielklasse mitbegründete. 1934 wurde Andoire mit der Mannschaft aus der Hauptstadt erster Meister der zweiten Klasse, was zugleich zum Einzug in die oberste Liga berechtigte. Er verbrachte zwei Saisons in der Eliteklasse des französischen Fußballs, bevor er 1936 zum Zweitligisten FC Nancy wechselte. Trotz des Gangs in eine niedrigere Liga erhielt er bei den Lothringern keinen dauerhaften Stammplatz und kehrte dem Verein bereits ein Jahr darauf wieder den Rücken. Mit der AS Cannes war es erneut ein Erstligist, der ihn unter Vertrag nahm und bei dem er fortan langfristig spielte. Zwar musste er bedingt durch den Zweiten Weltkrieg 1939 die Einstellung des regulären Spielbetriebs miterleben, doch war er anders als viele Kollegen persönlich nicht direkt vom Kriegsgeschehen betroffen und konnte seine Laufbahn fortsetzen. Er nahm mit Cannes bis 1942 an den inoffiziell weiterhin stattfindenden Meisterschaftsaustragungen teil. 
Die Rückkehr ins Profigeschäft vollbrachte er 1945, als er zum mittlerweile nur noch zweitklassig antretenden FC Antibes zurückkehrte und bei diesem die Rolle des Spielertrainers übernahm. Nach einer Spielzeit als solcher gab er 1946 das Traineramt auf und beendete zugleich mit 38 Jahren seine Laufbahn als Spieler.

## Trainerkarriere
Direkt im Anschluss an seine aktive Laufbahn, in deren letztem Jahr er bereits Trainererfahrung sammelte, ging er 1946 in die französische Kolonie Algerien und trainierte einen Amateurverein aus der Stadt Bône. 1950 erfolgte seine Rückkehr ins Mutterland, wo er bei seinem früheren Arbeitgeber OGC Nizza in den Mitarbeiterstab aufgenommen wurde. Im Dezember 1950 wurde er zum Cheftrainer berufen und konnte am Saisonende 1950/51 den Gewinn der nationalen Meisterschaft feiern. In dieser Zeit besaß er zudem ein kleines Hotel in den Bergen hinter Nizza. 1952 erreichte er mit dem Team nicht nur die Verteidigung des Titels, sondern gewann darüber hinaus durch einen 5:3-Finalsieg gegen Girondins Bordeaux den nationalen Pokal. Auf europäischer Ebene wurde dies durch den Einzug ins Endspiel der Coupe Latine ergänzt, auch wenn dies mit 0:1 gegen den FC Barcelona verloren ging. 
Im Anschluss an diese Erfolgsserie gab er sein Amt bei Nizza auf und ging wieder nach Algerien, wo er von 1952 bis 1955 eine Mannschaft aus Oran als Trainer betreute. Allerdings bestand der Kontakt zum OGC weiterhin und er erhielt zu Beginn der Saison 1962/63 zum zweiten Mal den Platz auf der Bank bei dem Klub aus Nizza. An seine erfolgreichen Zeiten in den frühen 1950er-Jahren konnte er dabei aber nicht anknüpfen und musste 1964 als Tabellenletzter den Abstieg hinnehmen. Dies markierte gleichzeitig das Ende der Trainerlaufbahn des damals 56-Jährigen. Da er sowohl in seiner Spieler- als auch in seiner Trainerzeit für Vereine aus Nizza, Cannes und Antibes arbeitete, gilt er als prägende Persönlichkeit des Fußballs in der diese Städte beinhaltenden Region an der Côte d’Azur.

## Nationalmannschaft
Andoire hatte noch kein einziges Länderspiel bestritten, als er mit 22 Jahren in den Kader der französischen Nationalmannschaft zur Weltmeisterschaft 1930 in Uruguay berufen wurde. Er wurde im Verlauf des Turniers jedoch kein einziges Mal aufgeboten und blieb somit Zuschauer, während seine Teamkollegen in der Vorrunde ausschieden. Trotz der Zugehörigkeit zu der Mannschaft, die durch die Teilnahme an der ersten Weltmeisterschaft überhaupt in die Geschichte einging, blieben ihm auch in den nachfolgenden Jahren jegliche Einsätze verwehrt, womit er keine einzige Teilnahme an einem Länderspiel aufweisen konnte.